# Фадин, Роман Игоревич
Роман Игоревич Фа́дин (13 мая 1977, Усть-Каменогорск, Казахская ССР, СССР) — казахстанский хоккеист, нападающий. Воспитанником усть-каменогорского «Торпедо», в котором провёл всю карьеру. Пять раз становился чемпионом Казахстана (1994-1998).

## Карьера
Воспитанником усть-каменогорского хоккея. Вместе с юношеской командой «Торпедо» (Усть-Каменогорск) становился победителем чемпионата СНГ для игроков 1977 года рождения, ставшим последним розыгрышем всесоюзного уровня. Фадин играл в ведущей тройке нападения вместе с Петром Девяткиным и Богданом Руденко. В 1993 году начал выступать за фарм-клуб «Торпедо»: сначала в Первой лиге, а на следующей год в Высшей лиге. В 1995/96 Фадин сыграл один матч за усть-каменогорцев в Межнациональной хоккейной лиге (МХЛ). В следующие два сезона проводил матчи за основную и вторую команды в Высшей и Первой лиге соответственно. Принял участие в первом розыгрыше Континентального кубка сезона 1997/98, сыграв 2 матча против «Авангарда» и магнитогорского «Металлурга». В чемпионатах Казахстана он пять раз подряд становился чемпионом страны. По окончании сезона 1997/98 завершил игровую карьеру.
Выступал за юниорскую и молодёжную сборные Казахстана. В составе национальной команды до 18 лет стал серебряным призёром Чемпионата Азии и Океании 1995 года. В том же году дебютировал за молодёжную сборную на чемпионатах мира. Его результативная игра позволила команде занять первое место и квалифицироваться на следующий год в Группу C. В 1995 году Фадин вошёл в состав студенческой сборной Казахстана для участия в Зимней Универсиаде 1995, где вместе с командой стал золотым призёром турнира. На молодёжном чемпионате 1996 года Роман набрал 10 (4+6) очков в четырёх матчах, а его команда завоевала право выступать в Группе B. В 1997 году Фадин принял участие в третьем своём розыгрыше молодёжного чемпионата мира. Он вновь, как и на предыдущих турнирах, показал высокую результативность, и сборная Казахстана третий год подряд заняла первое место в своей группе и поднялась в элитный дивизион. За 16 проведенных матчей на молодёжных чемпионатах мира Роман набрал 30 (14+16) результативных баллов, что является рекордом сборной Казахстана по количеству отданных передач и очков.

## Игровая статистика
| Легенда | Легенда                    | Легенда | Легенда                   | Легенда | Легенда    |
| ------- | -------------------------- | ------- | ------------------------- | ------- | ---------- |
| И       | Количество проведённых игр | Штр     | Штрафное время            | +/−     | Плюс-минус |
| Г       | Голы                       | П       | Голевые передачи          | О       | Очки       |
| -       | Статистика неизвестна      | —       | Статистика не учитывалась |         |            |

### Международная
По данным: Eliteprospects.com и r-hockey.ru

## Достижения
Командные
| Год                          | Команда                  | Достижение                                             | Достижение |
| ---------------------------- | ------------------------ | ------------------------------------------------------ | ---------- |
| 1994, 1995, 1996, 1997, 1998 | Торпедо Усть-Каменогорск | Чемпион Казахстана (5)                                 |            |
| 1995                         | Казахстан (юниор.)       | Серебряный призёр юниорского чемпионата Азии и Океании |            |
| 1995                         | Казахстан (мол.)         | Победитель Группы C2 молодёжного чемпионата мира       |            |
| 1995                         | Казахстан (студ.)        | Чемпион Универсиады                                    |            |
| 1995                         | Казахстан (мол.)         | Победитель Группы C молодёжного чемпионата мира        |            |
| 1995                         | Казахстан (мол.)         | Победитель Группы B молодёжного чемпионата мира        |            |

## Рекорды
Казахстан (до 20)
- Наибольшее количество передач на молодёжных чемпионатах мира — 16
- Наибольшее количество очков на молодёжных чемпионатах мира — 30

По данным: Eliteprospects.com